# Jaintiapur
Jaintiapur è un sottodistretto (upazila) del Bangladesh situato nel distretto di Sylhet, divisione di Sylhet. Si estende su una superficie di 258,69 km² e conta una popolazione di 121.458 abitanti (dato censimento 1991).